# Хан (владение)
Хан (яп. 藩) — японский исторический термин, обозначающий владения даймё,  — административно-территориальная единица в период правления сёгуната Токугава (1600—1868) и раннего периода Мэйдзи (1868–1912) в Японии. В русском языке для обозначения этой административно-территориальной единицы употребляется название княжество.
Княжество (хан) являлось административно-территориальной единицей и частью военного, налогового и государственного аппарата сёгуната Токугава. Княжества служили системой (де-факто) административного деления Японии наряду с провинциями (де-юре), пока не были отменены в 1870-х годах.
Все княжества были различны по своим размерам, географическому положению, продуктивности, обилию плодородных земель и сохраняли небольшую политическую независимость. Система Хан была очень динамичной. Появлялись новые и исчезали старые княжества, одни феодальные кланы отстранялись от управления княжествами, другие получали их прежние владения. Изменялись доход и размеры княжеств, местоположение ставок феодальных кланов. Размеры и значение княжеств выражались в урожае риса, собиравшегося на территории княжеств и измерявшегося в коку (яп. 石) — 180,39 литра.

## Список хан (княжеств)

### Область Кинай
Кинай (яп. 畿内) — Внутренняя столичная
- большая провинция Ямато (яп. 大和大国)
  - Ягю-хан (яп. 柳生藩)
  - Корияма-хан (яп. 郡山藩)
  - Коидзуми-хан (яп. 小泉藩)
  - Янагимото-хан (яп. 柳本藩)
  - Кайдзю-хан (яп. 戒重藩)
  - Уда Мацуяма-хан (яп. 宇陀松山藩)
  - Такатори-хан (яп. 高取藩)
  - Сибамура-хан (яп. 芝村藩)
  - Госё-хан (яп. 御所藩)
- большая провинция Кавати (яп. 河内大国)
  - Таннан-хан (яп. 丹南藩)
  - Саяма-хан (яп. 狭山藩)
  - Нисидай-хан (яп. 西代藩)
- младшая провинция Идзуми (яп. 和泉下国)
  - Хаката-хан (яп. 伯太藩)
  - Кисивада-хан (яп. 岸和田藩)
- старшая провинция Сэтцу (яп. 摂津上国)
  - Санда-хан (яп. 三田藩)
  - Такацуки-хан (яп. 高槻藩)
  - Асада-хан (яп. 麻田藩)
  - Амагасаки-хан (яп. 尼崎藩)
  - Осака-хан (яп. 大阪藩)
  - Ибараки-хан (яп. 茨木藩)
- старшая провинция Ямасиро (яп. 山城上国)
  - Ёдо-хан (яп. 淀藩)
  - Ямасиро Нагаока-хан (яп. 山城長岡藩)

### Область Тосандо
Тосандо (яп. 東山道) — Дорога Восточных гор
- большая провинция Оми (яп. 近江大国)
  - Асахияма-хан (яп. 朝日山藩)
  - Оми Миягава-хан (яп. 近江宮川藩)
  - Нагахама-хан (яп. 長浜藩)
  - Хиконэ-хан (яп. 彦根藩)
  - Хиконэ Синдэн-хан (яп. 彦根新田藩) — сихан (яп. 支藩), дочернее княжество Хиконэ-хана
  - Омидзо-хан (яп. 大溝藩)
  - Катада-хан (яп. 堅田藩)
  - Оомори-хан (яп. 大森藩)
  - Ямаками-хан (яп. 山上藩)
  - Миками-хан (яп. 三上藩)
  - Нисёдзи-хан (яп. 仁正寺藩)
  - Дзэдзэ-хан (яп. 膳所藩)
  - Минакути-хан (яп. 水口藩)
  - Оми Комуро-хан (яп. 近江小室藩)
  - Саваяма-хан (яп. 佐和山藩)
- старшая провинция Мино (яп. 美濃上国)
  - Имао-хан (яп. 今尾藩) — фукэро (яп. 附家老), дочернее княжество Овари-хана
  - Явата-хан (яп. 八幡藩)
  - Такатоми-хан (яп. 高富藩)
  - Наэги-хан (яп. 苗木藩)
  - Огаки-хан (яп. 大垣藩)
  - Огаки Синдэн-хан (яп. 大垣新田藩) — дочернее княжество Огаки-хана
  - Кано-хан (яп. 加納藩)
  - Ивамура-хан (яп. 岩村藩)
  - Такасу-хан (яп. 高須藩) — сихан (яп. 支藩), дочернее княжество Нагоя-хана
  - Канаяма-хан (яп. 金山藩)
  - Иватаки-хан (яп. 岩滝藩)
  - Иби-хан (яп. 揖斐藩)
  - Симидзу-хан (яп. 清水藩)
  - Сэки-хан (яп. 関藩)
  - Аоно-хан (яп. 青野藩)
  - Куроно-хан (яп. 黒野藩)
- младшая провинция Хида (яп. 飛騨下国)
  - Хида Такаяма-хан (яп. 飛騨高山藩), другое название — Такаяма-хан (яп. 高山藩)
- старшая провинция Синано (яп. 信濃上国)
  - Иияма-хан (яп. 飯山藩)
  - Судзака-хан (яп. 須坂藩)
  - Мацусиро-хан (яп. 松代藩), другое название — Каванакадзима-хан (яп. 川中島藩)
  - Уэда-хан (яп. 上田藩)
  - Коморо-хан (яп. 小諸藩)
  - Ивамурада-хан (яп. 岩村田藩)
  - Мацумото-хан (яп. 松本藩)
  - Таногути-хан (яп. 田野口藩), другое название — Тацуока-хан (яп. 竜岡藩)
  - Сува-хан (яп. 諏訪藩), другое название — Такасима-хан (яп. 高島藩)
  - Такато-хан (яп. 高遠藩)
  - Иида-хан (яп. 飯田藩)
  - Ханисина-хан (яп. 埴科藩)
  - Сакаки-хан (яп. 坂木藩)
  - Наганума-хан (яп. 長沼藩)
- большая провинция Кодзукэ (яп. 上野大国)
  - Нумата-хан (яп. 沼田藩)
  - Маэбаси-хан (яп. 前橋藩)
  - Аннака-хан (яп. 安中藩)
  - Такасаки-хан (яп. 高崎藩)
  - Исэсаки-хан (яп. 伊勢崎藩)
  - Нанокаити-хан (яп. 七日市藩)
  - Ёсии-хан (яп. 吉井藩)
  - Обата-хан (яп. 小幡藩)
  - Татэбаяси-хан (яп. 館林藩)
  - Ого-хан (яп. 大胡藩)
  - Синодзука-хан (яп. 篠塚藩)
  - Сирои-хан (яп. 白井藩)
  - Итахана-хан (яп. 板鼻藩)
  - Аояги-хан (яп. 青柳藩)
- старшая провинция Симоцукэ (яп. 下野上国)
  - Отавара-хан (яп. 大田原藩)
  - Куробанэ-хан (яп. 黒羽藩)
  - Кицурэгава-хан (яп. 喜連川藩)
  - Карасуяма-хан (яп. 烏山藩)
  - Уцуномия-хан (яп. 宇都宮藩)
  - Мибу-хан (яп. 壬生藩)
  - Сано-хан (яп. 佐野藩)
  - Канума-хан (яп. 鹿沼藩)
  - Итабаси-хан (яп. 板橋藩)
  - Асикага-хан (яп. 足利藩)
  - Уэда-хан (яп. 上田藩)
  - Кояма-хан (яп. 小山藩)
  - Эномото-хан (яп. 榎本藩)
  - Омия-хан (яп. 大宮藩)
- большая провинция Муцу (яп. 陸奥大国)
  - Тонан-хан (яп. 斗南藩)
  - Ситинохэ-хан (яп. 七戸藩) — сихан (яп. 支藩), дочернее княжество Мориока-хана, в 1819—1869 доход 11.000 коку
  - Хиросаки-хан (яп. 弘前藩), в 1590—1600 доход 45.000 коку, в 1600—1869 доход 100.000 коку
  - Куроиси-хан (яп. 黒石藩) — сихан (яп. 支藩), дочернее княжество Хиросаки-хана, в 1809—1869 доход 10.000 коку
  - Хатинохэ-хан (яп. 八戸藩) — сихан (яп. 支藩), дочернее княжество Мориока-хана, в 1664—1869 доход 20.000 коку
  - Мориока-хан (яп. 盛岡藩), в 1590—1600 доход 100.000 коку, в 1600—1868 доход 200.000 коку, в 1868—1869 доход 130.000 коку
  - Мицусава-хан (яп. 水沢藩) — сихан (яп. 支藩), дочернее княжество Сэндай-хана
  - Итиносэки-хан (яп. 一関藩) — сихан (яп. 支藩), дочернее княжество Сэндай-хан, в 1660—1869 доход 30.000 коку
  - Сэндай-хан (яп. 仙台藩), в 1603—1869 доход 620.056 коку
  - Иванума-хан (яп. 岩沼藩) — сихан (яп. 支藩), дочернее княжество Сэндай-хана
  - Янагава-хан (яп. 梁川藩)
  - Коори-хан (яп. 桑折藩)
  - Симотэдо-хан (яп. 下手渡藩)
  - Соманакамура-хан (яп. 相馬中村藩)
  - Фукусима-хан (яп. 福島藩)
  - Муцу Симомура-хан (яп. 陸奥下村藩)
  - Нихоммацу-хан (яп. 二本松藩)
  - Айдзу-хан (яп. 会津藩)
  - Михару-хан (яп. 三春藩)
  - Мутимории-хан (яп. 守山藩) — сихан (яп. 支藩), дочернее княжество Мито-хана
  - Оокубо-хан (яп. 大久保藩)
  - Исикава-хан (яп. 石川藩)
  - Сиракава-хан (яп. 白河藩)
  - Сиракава Синдэн-хан (яп. 白河新田藩) — сихан (яп. 支藩), дочернее княжество Сиракава-хана
  - Асакава-хан (яп. 浅川藩)
  - Ивакитайра-хан (яп. 磐城平藩)
  - Танагура-хан (яп. 棚倉藩)
  - Юнагая-хан (яп. 湯長谷藩)
  - Идзуми-хан (яп. 泉藩)
  - Кубота-хан (яп. 窪田藩)
- старшая провинция Дэва (яп. 出羽上国)
  - Акита-хан (яп. 久保田藩)
  - Ивасаки-хан (яп. 岩崎藩) — сихан (яп. 支藩), дочернее княжество Акита-хана
  - Акита Синдэн-хан (яп. 久保田新田藩) — сихан (яп. 支藩), дочернее княжество Акита-хана
  - Камэда-хан (яп. 亀田藩) — сихан (яп. 支藩), дочернее княжество Акита-хана
  - Хондзё-хан (яп. 本荘藩)
  - Ясима-хан (яп. 矢島藩)
  - Сонай-хан (яп. 庄内藩)
  - Ояма-хан (яп. 大山藩) — сихан (яп. 支藩), дочернее княжество Сонай-хана
  - Дэва Мацуяма-хан (яп. 出羽松山藩) — сихан (яп. 支藩), дочернее княжество Сонай-хана
  - Атэрадзава-хан (яп. 左沢藩)
  - Синдзё-хан (яп. 新庄藩)
  - Ямагата-хан (яп. 山形藩)
  - Каминояма-хан (яп. 上山藩)
  - Тэндо-хан (яп. 天童藩)
  - Нагаторо-хан (яп. 長瀞藩)
  - Ёнэдзава-хан (яп. 米沢藩)
  - Такахата-хан (яп. 高畠藩)

### Область Токайдо
Токайдо (яп. 東海道) — Дорога Восточного моря
- младшая провинция Ига (яп. 伊賀下国)
- младшая провинция Исэ (яп. 伊勢下国)
  - Нагасима-хан (яп. 長島藩)
  - Кувана-хан (яп. 桑名藩)
  - Комоно-хан (яп. 菰野藩)
  - Исэ Камэяма-хан (яп. 伊勢亀山藩)
  - Канбэ-хан (яп. 神戸藩)
  - Цу-хан (яп. 津藩), другое название — Аноцу-хан (яп. 安濃津藩)
  - Хисаи-хан (яп. 久居藩) — сихан (яп. 支藩), дочернее княжество Цу-хана
  - Исэхаяси-хан (яп. 伊勢林藩)
- младшая провинция Сима (яп. 志摩下国)
  - Тоба-хан (яп. 鳥羽藩)
- старшая провинция Овари (яп. 尾張上国)
  - Инуяма-хан (яп. 犬山藩) — фукэро (яп. 附家老), дочернее княжество Овари-хана
  - Овари-хан (яп. 尾張藩), другое название — Нагоя-хан (яп. 名古屋藩)
  - Огава-хан (яп. 緒川藩)
- старшая провинция Микава (яп. 三河上国)
  - Коромо-хан (яп. 挙母藩)
  - Кария-хан (яп. 刈谷藩)
  - Сигэхара-хан (яп. 重原藩)
  - Одзю-хан (яп. 大給藩)
  - Окадзаки-хан (яп. 岡崎藩)
  - Ниси Оохира-хан (яп. 西大平藩)
  - Нисибата-хан (яп. 西端藩)
  - Нисио-хан (яп. 西尾藩)
  - Ёсида-хан (яп. 吉田藩), другое название — Тоёхаси-хан (яп. 豊橋藩)
  - Тахара-хан (яп. 田原藩)
  - Ханбара-хан (яп. 半原藩)
  - Ацукэ-хан (яп. 足助藩)
  - Синдзё-хан (яп. 新城藩)
  - Киёсу-хан (яп. 清洲藩)
  - Цукудэ-хан (яп. 作手藩)
  - Окутоно-хан (яп. 奥殿藩)
  - Ихо-хан (яп. 伊保藩)
  - Оохама-хан (яп. 大浜藩)
  - Катахара-хан (яп. 形原藩)
- старшая провинция Тотоми (яп. 遠江上国)
  - Какэгава-хан (яп. 掛川藩)
  - Хамамацу-хан (яп. 浜松藩)
  - Ёкосука-хан (яп. 横須賀藩)
  - Сагара-хан (яп. 相良藩)
- старшая провинция Суруга (яп. 駿河上国)
  - Сумпу-хан (яп. 駿府藩), другое название — Сидзуока-хан (яп. 静岡藩)
  - Нумадзу-хан (яп. 沼津藩)
  - Одзима-хан (яп. 小島藩)
  - Танака-хан (яп. 田中藩)
  - Каванаридзима-хан (яп. 川成島藩)
  - Кококудзи-хан (яп. 興国寺藩)
- младшая провинция Идзу (яп. 伊豆下国)
- старшая провинция Каи (яп. 甲斐上国)
  - Кофу-хан (яп. 甲府藩)
  - Ямура-хан (яп. 谷村藩)
  - Токуми-хан (яп. 徳美藩)
  - Кофу Синдэн-хан (яп. 甲府新田藩) — сихан (яп. 支藩), дочернее княжество Кофу-хана
- старшая провинция Сагами (яп. 相模上国)
  - Таманава-хан (яп. 玉縄藩)
  - Одавара-хан (яп. 小田原藩)
  - Огино Яманака-хан (яп. 荻野山中藩) — сихан (яп. 支藩), дочернее княжество Одавара-хана
  - Фуками-хан (яп. 深見藩)
- большая провинция Мусаси (яп. 武蔵大国)
  - Хондзё-хан (яп. 本庄藩)
  - Яватаяма-хан (яп. 八幡山藩)
  - Окабэ-хан (яп. 岡部藩)
  - Фукая-хан (яп. 深谷藩)
  - Тохо-хан (яп. 東方藩)
  - Оси-хан (яп. 忍藩)
  - Кисаи-хан (яп. 騎西藩), другое написание — Кисаи-хан (яп. 私市藩)
  - Мусаси Мацуяма-хан (яп. 武蔵松山藩)
  - Номото-хан (яп. 野本藩)
  - Куки-хан (яп. 久喜藩)
  - Акамацу-хан (яп. 赤松藩)
  - Исидо-хан (яп. 石戸藩)
  - Комуро-хан (яп. 小室藩)
  - Хараси-хан (яп. 原市藩)
  - Ивацуки-хан (яп. 岩槻藩)
  - Итиномия-хан (яп. 一宮藩)
  - Кавагоэ-хан (яп. 川越藩)
  - Хатогая-хан (яп. 鳩ヶ谷藩)
  - Китами-хан (яп. 喜多見藩)
  - Муцуура-хан (яп. 六浦藩), другое название — Канадзава-хан (яп. 金沢藩)
  - Аканума-хан (яп. 赤沼藩)
- большая провинция Кадзуса (яп. 上総大国)
  - Дзёдзай-хан (яп. 請西藩)
  - Иино-хан (яп. 飯野藩)
  - Сануки-хан (яп. 佐貫藩)
  - Итиномия-хан (яп. 一宮藩)
  - Курури-хан (яп. 久留里藩)
  - Отаки-хан (яп. 大多喜藩)
  - Оотаки Синдэн-хан (яп. 大多喜新田藩) — сихан (яп. 支藩), дочернее княжество Оотаки-хана
  - Гои-хан (яп. 五井藩)
  - Кацуура-хан (яп. 勝浦藩)
  - Кикума-хан (яп. 菊間藩)
  - Кокубо-хан (яп. 小久保藩)
  - Кария-хан (яп. 苅谷藩)
  - Анэгасаки-хан (яп. 姉崎藩)
  - Оами-хан (яп. 大網藩)
  - Явата-хан (яп. 八幡藩)
  - Итихара-хан (яп. 潤井戸藩)
- средняя провинция Ава (яп. 安房中国)
  - Ава Кацуяма-хан (яп. 安房勝山藩)
  - Татеяма-хан (яп. 館山藩)
  - Ава Саэгуса-хан (яп. 安房三枝藩)
- большая провинция Симоса (яп. 下総大国)
  - Юки-хан (яп. 結城藩)
  - Кога-хан (яп. 古河藩)
  - Сэкиядо-хан (яп. 関宿藩)
  - Такаока-хан (яп. 高岡藩)
  - Омигава-хан (яп. 小見川藩)
  - Сакура-хан (яп. 佐倉藩)
  - Тако-хан (яп. 多古藩)
  - Оюми-хан (яп. 生実藩)
  - Усуи-хан (яп. 臼井藩)
  - Курихара-хан (яп. 栗原藩)
  - Оова-хан (яп. 大輪藩)
  - Ивасаки-хан (яп. 岩富藩)
  - Ямагава-хан (яп. 山川藩)
- большая провинция Хитати (яп. 常陸大国)
  - Касама-хан (яп. 笠間藩)
  - Мито-хан (яп. 水戸藩)
  - Сисидо-хан (яп. 宍戸藩) — сихан (яп. 支藩), дочернее княжество Мито-хана
  - Симодатэ-хан (яп. 下館藩)
  - Футю-хан (яп. 府中藩) — сихан (яп. 支藩), дочернее княжество Мито-хана
  - Симоцума-хан (яп. 下妻藩)
  - Цутиура-хан (яп. 土浦藩)
  - Ятабэ-хан (яп. 谷田部藩)
  - Усику-хан (яп. 牛久藩)
  - Асо-хан (яп. 麻生藩)
  - Какиока-хан (яп. 柿岡藩)
  - Катано-хан (яп. 片野藩)
  - Кобари-хан (яп. 小張藩)
  - Сидзуки-хан (яп. 志築藩)
  - Нуката-хан (яп. 額田藩)
  - Исиока-хан (яп. 石岡藩)
  - Эдосаки-хан (яп. 江戸崎藩)

### Область Хокурикудо
Хокурикудо (яп. 北陸道) — Дорога Северных земель
- средняя провинция Вакаса (яп. 若狭中国)
  - Обама-хан (яп. 小浜藩)
  - Такахама-хан (яп. 高浜藩)
- большая провинция Этидзэн (яп. 越前大国)
  - Маруока-хан (яп. 丸岡藩), в 1624—1695 доход 46.300 коку, в 1695—1869 доход 50.000 коку
  - Фукуи-хан (яп. 福井藩), другое название — Этидзэн-хан (яп. 越前藩)
  - Этидзэн Кацуяма-хан (яп. 越前勝山藩)
  - Оно-хан (яп. 大野藩)
  - Сабаэ-хан (яп. 鯖江藩)
  - Цуруга-хан (яп. 敦賀藩), другое название — Такамори-хан (яп. 高森藩), сихан (яп. 支藩), дочернее княжество Обама-хана
  - Того-хан (яп. 東郷藩)
  - Нию-хан (яп. 丹生藩)
  - Андзю-хан (яп. 安居藩)
  - Ёсиэ-хан (яп. 吉江藩)
  - Мацуока-хан (яп. 松岡藩)
  - Кимото-хан (яп. 木本藩)
  - Кадоно-хан (яп. 葛野藩)
- старшая провинция Кага (яп. 加賀上国)
  - Кага-хан (яп. 加賀藩), другое название — Канадзава-хан (яп. 金沢藩)
  - Дайсёдзи-хан (яп. 大聖寺藩) — сихан (яп. 支藩), дочернее княжество Кага-хана
  - Дайсёдзи Синдэн-хан (яп. 大聖寺新田藩) — сихан (яп. 支藩), дочернее княжество Дайсёдзи-хан
- старшая провинция Эттю (яп. 越中上国)
  - Тояма-хан (яп. 富山藩) — сихан (яп. 支藩), дочернее княжество Кага-хана
  - Фуси-хан (яп. 布市藩)
- средняя провинция Ното (яп. 能登中国)
  - Ното Симомура-хан (яп. 能登下村藩)
  - Ниситани-хан (яп. 西谷藩)
  - Нанао-хан (яп. 七尾藩)
- старшая провинция Этиго (яп. 越後上国)
  - Мураками-хан (яп. 村上藩)
  - Курокава-хан (яп. 黒川藩) — сихан (яп. 支藩), дочернее княжество Корияма-хана
  - Миккаити-хан (яп. 三日市藩) — сихан (яп. 支藩), дочернее княжество Корияма-хана
  - Сибата-хан (яп. 新発田藩)
  - Мурамацу-хан (яп. 村松藩)
  - Ёита-хан (яп. 与板藩)
  - Нагаока-хан (яп. 越後長岡藩)
  - Минэяма-хан (яп. 三根山藩) — сихан (яп. 支藩), дочернее княжество Нагаока-хана
  - Сиия-хан (яп. 椎谷藩)
  - Такада-хан (яп. 高田藩), в 1616—1618 доход 100.000 коку, в 1618—1624 доход 250.000 коку, в 1624—1681 доход 263.000 коку, в 1681—1701 доход 103.000 коку, в 1701—1710 доход 67.850 коку, в 1710—1741 доход 110.000 коку, в 1741—1869 доход 150.000 коку
  - Такаянаги-хан (яп. 高柳藩), другое название — Сюдзё-хан (яп. 首城藩), в 1702—1739 доход 10.000 коку
  - Итоигава-хан (яп. 糸魚川藩), в 1618—1623 доход 20.000 коку, в 1691—1695 доход 50.000 коку, в 1695—1869 доход 10.000 коку
  - Сакадо-хан (яп. 坂戸藩)
  - Сандзё-хан (яп. 三条藩)
  - Соуми-хан (яп. 沢海藩) — сихан (яп. 支藩), дочернее княжество Сибата-хана
  - Фудзии-хан (яп. 藤井藩)
  - Киёсаки-хан (яп. 清崎藩)
  - Нагаминэ-хан (яп. 長峰藩)
- средняя провинция Садо (яп. 佐渡中国)

### Область Санъиндо
Санъиндо (яп. 山陰道) — Дорога Задних гор

### Область Санъёдо
Санъёдо (яп. 山陽道) — Дорога Передних гор
- старшая провинция Аки (яп. 安芸上国)
  - Хиросима-хан (яп. 広島藩)
  - Хиросима Синдэн-хан (яп. 広島新田藩) — сихан (яп. 支藩), дочернее княжество Хиросима-хан
- старшая провинция Бидзэн (яп. 備前上国)
  - Окаяма-хан (яп. 岡山藩)
  - Косима-хан (яп. 児島藩) — сихан (яп. 支藩), дочернее княжество Ямасаки-хан
- старшая провинция Бинго (яп. 備後上国)
  - Миёси-хан (яп. 三次藩) — сихан (яп. 支藩), дочернее княжество Хиросима-хана
  - Бинго Фукуяма-хан (яп. 備後福山藩)
- старшая провинция Биттю (яп. 備中上国)
  - Асао-хан (яп. 浅尾藩)
  - Асимори-хан (яп. 足守藩)
  - Биттю Мацуяма-хан (яп. 備中松山藩)
  - Икусака-хан (яп. 生坂藩) — сихан (яп. 支藩), дочернее княжество Окаяма-хана
  - Камогата-хан (яп. 鴨方藩) — сихан (яп. 支藩), дочернее княжество Окаяма-хана
  - Нарива-хан (яп. 成羽藩)
  - Нивасэ-хан (яп. 庭瀬藩)
  - Ниими-хан (яп. 新見藩)
  - Нисиэбара-хан (яп. 西江原藩) — сихан (яп. 支藩), дочернее княжество Ако-хана
  - Окада-хан (яп. 岡田藩)
- старшая провинция Суо (яп. 周防上国)
  - Ивакуни-хан (яп. 岩国藩) — сихан (яп. 支藩), дочернее княжество Тёсю-хана
  - Токуяма-хан (яп. 徳山藩) — сихан (яп. 支藩), дочернее княжество Тёсю-хана
- средняя провинция Нагато (яп. 長門中国)
  - Тёсю-хан (яп. 長州藩)
  - Тёфу-хан (яп. 長府藩) — сихан (яп. 支藩), дочернее княжество Тёсю-хана
  - Киёсуэ-хан (яп. 清末藩) — сихан (яп. 支藩), дочернее княжество Тёфу-хана

### Область Нанкайдо
Нанкайдо (яп. 南海道) — Дорога Южного моря

### Область Сайкайдо
Сайкайдо (яп. 西海道) — Дорога Западного моря
- старшая провинция Тикудзэн (яп. 筑前上国)
  - Торэндзи-хан (яп. 東蓮寺藩) — сихан (яп. 支藩), дочернее княжество Фукуока-хана
  - Фукуока-хан (яп. 福岡藩)
  - Акидзуки-хан (яп. 秋月藩) — сихан (яп. 支藩), дочернее княжество Фукуока-хана
- старшая провинция Тикуго (яп. 筑後上国)
  - Мацудзаки-хан (яп. 松崎藩) — сихан (яп. 支藩), дочернее княжество Курумэ-хана
  - Куруме-хан (яп. 久留米藩)
  - Янагава-хан (яп. 柳河藩)
  - Миикэ-хан (яп. 三池藩)
- старшая провинция Будзэн (яп. 豊前上国)
  - Кокура-хан (яп. 小倉藩)
  - Тидзука-хан (яп. 千束藩) — сихан (яп. 支藩), дочернее княжество Кокура-хана
  - Накацу-хан (яп. 中津藩)
- старшая провинция Бунго (яп. 豊後上国)
  - Кицуки-хан (яп. 杵築藩)
  - Бунго Такада-хан (яп. 豊後高田藩)
  - Хидзи-хан (яп. 日出藩)
  - Мори-хан (яп. 森藩)
  - Фунай-хан (яп. 府内藩)
  - Усуки-хан (яп. 臼杵藩)
  - Саики-хан (яп. 佐伯藩)
  - Ока-хан (яп. 岡藩)
  - Хита-хан (яп. 日田藩)
- старшая провинция Хидзэн (яп. 肥前上国)
  - Карацу-хан (яп. 唐津藩)
  - Хирадо-хан (яп. 平戸藩)
  - Хирадо Синдэн-хан (яп. 平戸新田藩) — сихан (яп. 支藩), дочернее княжество Хирадо-хана
  - Оги-хан (яп. 小城藩) — сихан (яп. 支藩), дочернее княжество Сага-хана
  - Хасуноикэ-хан (яп. 蓮池藩) — сихан (яп. 支藩), дочернее княжество Сага-хана
  - Сага-хан (яп. 佐賀藩)
  - Касима-хан (яп. 鹿島藩) — сихан (яп. 支藩), дочернее княжество Сага-хана
  - Омура-хан (яп. 大村藩)
  - Симабара-хан (яп. 島原藩)
  - Фукуэ-хан (яп. 福江藩), другое название — Гото-хан (яп. 五島藩)
- большая провинция Хиго (яп. 肥後大国)
  - Такасэ-хан (яп. 高瀬藩) — сихан (яп. 支藩), дочернее княжество Кумамото-хана
  - Кумамото-хан (яп. 熊本藩)
  - Кумамото Синдэн-хан (яп. 熊本新田藩) — сихан (яп. 支藩), дочернее княжество Кумамото-хана, другое название — Такасэ-хан (яп. 高瀬藩)
  - Уто-хан (яп. 宇土藩) — сихан (яп. 支藩), дочернее княжество Кумамото-хана
  - Хитоёси-хан (яп. 人吉藩)
- средняя провинция Хюга (яп. 日向中国)
  - Нобэока-хан (яп. 延岡藩)
  - Таканабэ-хан (яп. 高鍋藩)
  - Садовара-хан (яп. 佐土原藩) — сихан (яп. 支藩), дочернее княжество Сацума-хана
  - Оби-хан (яп. 飫肥藩)
- средняя провинция Осуми (яп. 大隅中国)
  - Сацума-хан (яп. 薩摩藩), другое название — Кагосима-хан (яп. 鹿児島藩)
- средняя провинция Сацума (яп. 薩摩中国)
  - Сацума-хан (яп. 薩摩藩), другое название — Кагосима-хан (яп. 鹿児島藩)
- младшая провинция Ики (яп. 壱岐下国)
- младшая провинция Цусима (яп. 対馬下国)
  - Цусима Футю-хан (яп. 対馬府中藩), другое название — Цусима-хан (яп. 対馬藩)

### Область Хоккайдо
Хоккайдо (яп. 北海道) — Дорога Северного моря
- - хан Мацумаэ (яп. 松前藩) — правящий клан Такэда (яп. 武田), в 1821—1869 доход 30.000 коку.